# Malvaviscus arboreus
Hibiscus dormant, Hibiscus piment
Espèce
Statut de conservation UICN

 LC  : Préoccupation mineure
L'Hibiscus dormant ou Hibiscus piment (Malvaviscus arboreus) est une espèce de plantes de la famille des Malvacées originaire du Mexique.